# 툼스키교

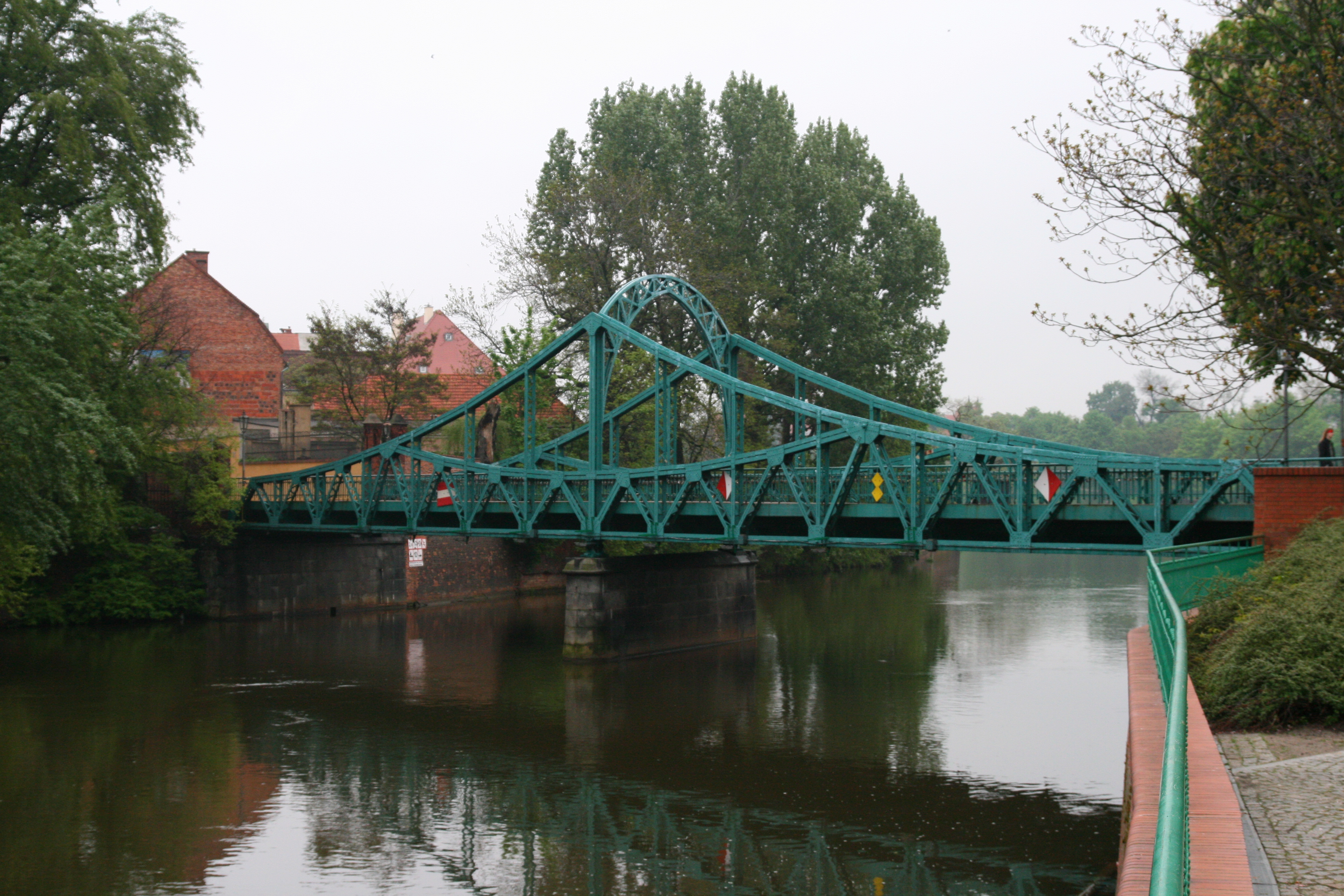
툼스키교

툼스키교(폴란드어: Most Tumski)는 폴란드 돌니실롱스크주 브로츠와프의 오데르강 위에 있는 보행자 전용 철제 교량이다.

## 역사
1889년에 건설되었다. 1976년에 역사 기념물 등록부에 등록되었다.
2009년부터 커플들은 사랑의 상징으로 툼스키교에 자물쇠를 걸었다. 이 자물쇠의 열쇠는 오데르강에 던져졌다. 다리의 가중 무게를 줄이기 위해 이 관행은 금지되었다.
2019년에 다리가 개조되었다. 개조 전에 수천 개의 자물쇠가 제거되었으며 총 무게는 수 톤에 달했다.